# Општина Извору Кришулуј (Клуж)
Извору Кришулуј (рум. Izvoru Crişului) општина је у Румунији у округу Клуж.
Oпштина се налази на надморској висини од 666 m.